# 艾瑞克·姆薩巴尼
艾瑞克·姆薩巴尼（Eric Moussambani；1978年5月31日—），赤道畿內亞男子游泳運動員，他於2000年悉尼奧運中由於努力不懈完成比賽的體育精神而成名。2004年雅典奧運期間，贊助商之一的VISA信用卡就曾以他與坦桑尼亞馬拉松運動員阿赫瓦里等人作為電視廣告的演員之一。
姆薩巴尼並不是一位專業的游泳運動員，他在2000年悉尼奧運前的九個月才於該國首都馬拉博的酒店非標準游泳池學會游泳。於2000年9月，他因取得國際奧委會派發的「外卡」而獲得男子100米自由式項目的參賽資格。比賽當天，排在第5道的姆薩巴尼與塔吉克斯坦的奧里波夫及尼日利亞的凱瑞姆巴爾進行初賽。雖然奧里波夫與凱瑞姆巴爾先後因偷步而被取消資格，但基於國際賽事的游泳比賽是以完成賽事時間來確定出線資格，因而姆薩巴尼依然要完成賽事。
姆薩巴尼以40.97秒完成了前50米。而最後15米中，他的速度漸漸減慢，台上不少的觀眾站起來為他打氣。最終，他以1:52.72完成賽事，是自1896年第一屆現代奧運以來最慢的100米自由式成績。尽管该成绩太慢而无法晋级下一轮，但他创造了自己的个人最好成绩和赤道几内亚的国家纪录。賽後他向記者表示是在最後15米中由於體力不支而創下該成績。由於姆薩巴尼盡力完成賽事的體育精神深得民心，主辦國澳洲的報章在翌日亦有報道此事。2004年的雅典奧運中，姆薩巴尼因簽證問題而無法參賽，而在2008年的北京奧運，姆薩巴尼並未參賽。2012年3月，他被任命为赤道几内亚国家游泳队教练。

## 外部連結
- Archive of a fansite
- The Dream: Roy and HG on Eric 'The Eel' Moussambani （页面存档备份，存于）

## 資料來源
1. ↑  .   [2008-07-31]. （原始内容存档于2010-02-06）.
2. ↑  Wallis, Holly. . BBC News. 2012-08-08  [2012-08-09]. （原始内容存档于2020-11-05）.
3. ↑  .   [2008-07-31]. （原始内容存档于2017-05-04）.
4. ↑  .   [2008-07-31]. （原始内容存档于2012-06-04）.
5. ↑  Eric Moussambani nuevo entrenador del equipo nacional de natación （页面存档备份，存于）, guineaecuatorialpress, March 10, 2012.